# 赤羽輝臣
赤羽輝臣（あかばね てるおみ）建築家。環建築設計事務所主宰。

## 経歴
1969年3月日本大学理工学部建築学科卒業後、東京芸術大学美術学部建築科に進学するが中退。 1970年1月、久米建築事務所入社。その後渡米し1976年6月、米国カリフォルニア大学大学院建築・都市デザインコース修了。1976年8月バクダッド国際空港プロジェクトチームを経て長島建築研究所入社。1978年4月　赤羽都市・建築研究室開設。1979年2月、イラク国建設省空港デザイン課に出向。1982年6月　環建築設計事務所開設。

## 作品
- 御影の家[1]
- 聖愛学舎玉川保育園（1990年、生活都心立川デザイン賞）[2]

## 参考
1. ↑  住宅建築 (建築資料研究社): 1986年6月
2. ↑  新建築1990年7月号